# Cayennepeper

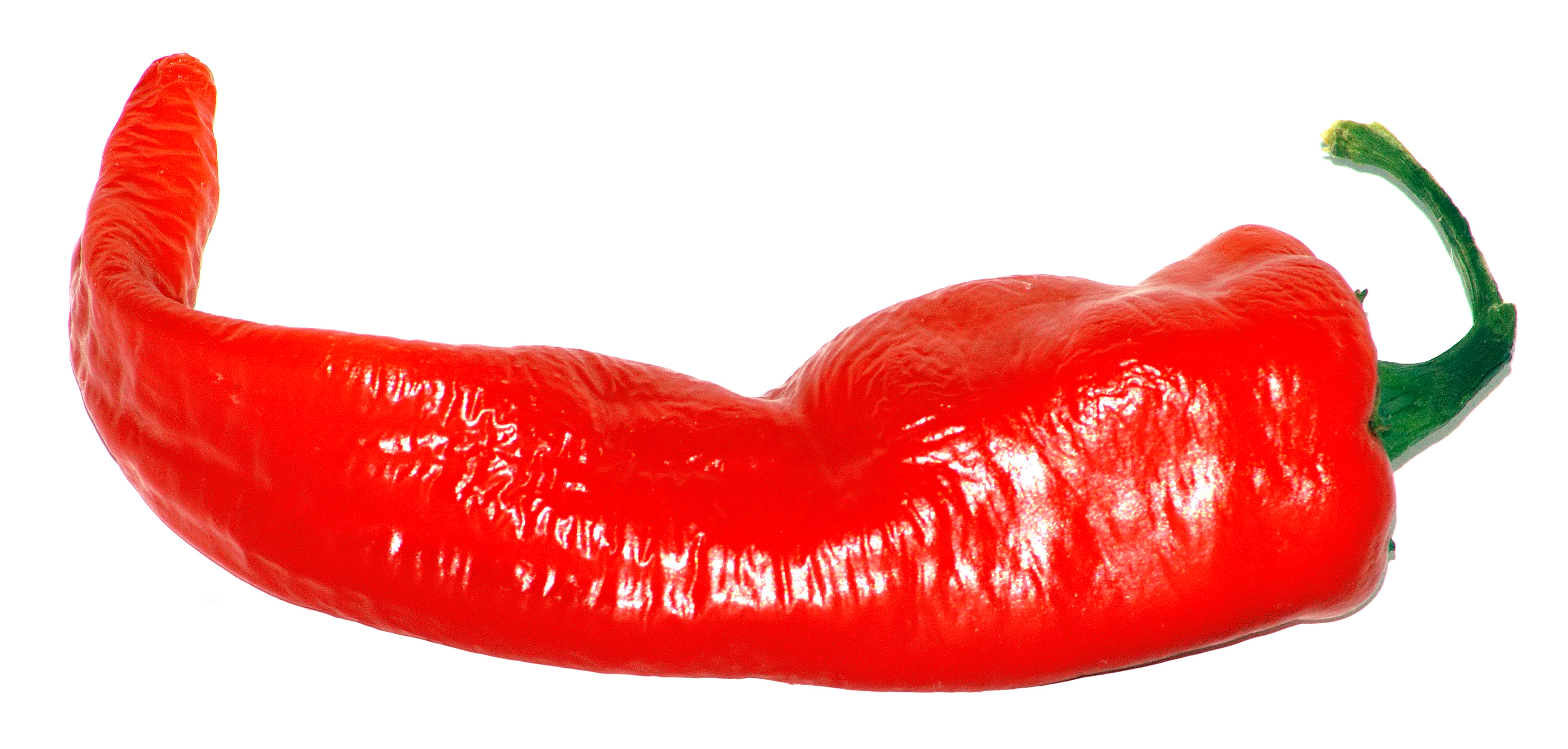
Een rode cayennepeper

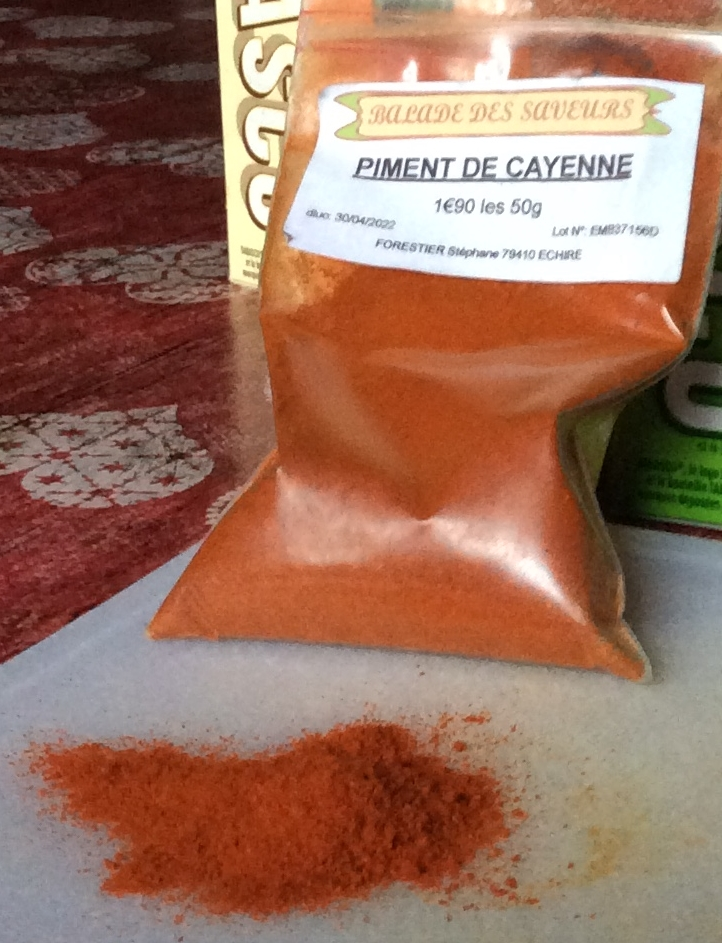
Gemalen cayennepeper

Cayennepeper is een cultivar (een geregistreerd plantenras) van Capsicum annuum, een plantensoort uit de nachtschadefamilie (Solanaceae). Onder cayennepeper wordt ook Capsicum frutescens verstaan, een soort die volgens sommige biologen synoniem is aan C. annuum. Cayennepeper is een van de vele soorten chilipepers en zijn vruchten worden gebruikt als specerij. De vruchten worden gedroogd en vermalen, of verpulverd en tot cakes gebakken, die vervolgens worden gemalen en gezeefd tot poeder. Cayennepeper dankt zijn naam aan Cayenne, de hoofdstad van Frans-Guyana.

## Gebruik

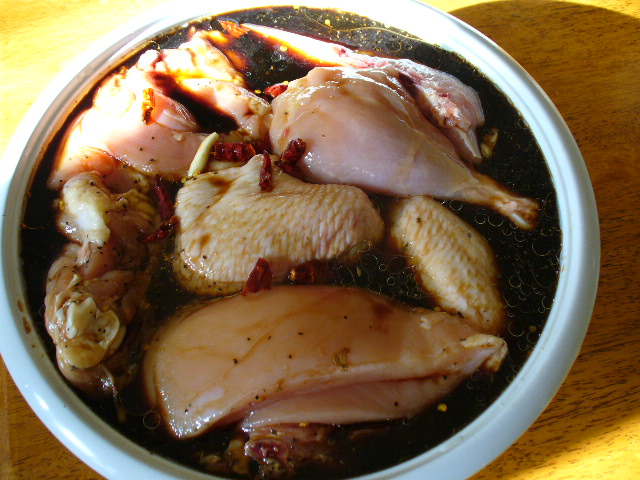
Verse cayennepepers kunnen worden gebruikt om kip te marineren

Cayennepeper wordt vers, gedroogd of in poedervorm als specerij gebruikt in gerechten uit verschillende Aziatische landen, zoals Korea en China. Ook wordt het als basis gebruikt in diverse hete sauzen (voornamelijk met azijn) en zelfs in drankjes.

### Voedingsstoffen
Cayennepeper bevat relatief veel vitamine A en bevat ook vitamine B2, vitamine B6, vitamine C, vitamine E, kalium en mangaan.

### Pittigheid
Een gemiddelde cayennepeper scoort tussen de 30.000 en 50.000 op de schaal van Scoville, een meetsysteem bedoeld om de pittigheid van chilipeper en pittige sauzen te bepalen door de concentratie van capsaïcine te meten, de stof die de pittigheid veroorzaakt. Ter vergelijking: pure capsaïcine scoort ruim 15.000.000, Madame Jeanette scoort tussen de 100.000 en 350.000 en jalapeño tussen de 2.500 en 8.000. Cayennepeper is dus een chilipeper van een gemiddelde pittigheid.
- Gemeinsame Normdatei: 4371694-5